# ローワン・ウッズ
ローワン・ウッズ（Rowan Woods、1959年 - ）はオーストラリアの映画監督。

## 略歴
1998年の映画『DOWN UNDER BOYS』でオーストラリア映画協会賞・監督賞を受賞、ベルリン国際映画祭金熊賞にノミネートされる。2005年のケイト・ブランシェット主演『リトル・フィッシュ（原題：Little Fish ）』などを経て、2008年には『ブレイキング・ポイント（原題：Winged Creatures）』を監督。また、テレビドラマ『ファースケープ』では数話にわたって監督をつとめていた。